# Periatge
El periatge era un impost que gravava les mercaderies que entraven a Catalunya per mar.
Al segle xiii s'establí com a dotació del Consolat de Mar i suposava el pagament de dos diners per lliura.